# Toomas Kallasmaa
Toomas Kallasmaa (ur. 31 października 1973 w Rebase) – estoński kierowca wyścigowy.

## Życiorys
W 1982 roku rozpoczął starty w kartingu. W latach 1991–1993 zdobył kartingowe mistrzostwo Estonii. W 1994 roku zadebiutował w Estońskiej Formule 1300. Zdobył wówczas wicemistrzostwo, zaś rok później był mistrzem serii. W 2003 roku zadebiutował Estonią 21 w Formule Baltic, a od 2005 roku uczestniczył w tej serii Reynardem 893. W 2007 roku wygrał pięć wyścigów i zdobył mistrzostwo Formuły Baltic. Rok później obronił tytuł. W 2011 roku zdobył trzeci tytuł w Formule Baltic.
W 1998 roku został prezesem Astrovir OÜ. W 2006 roku został członkiem zarządu Kardispordiklubi Saduküla, a w 2010 – Kuningamäe Kart OÜ.